# Муц Євгенія Володимирівна
Євгенія Володимирівна Муц (нар. 10 жовтня 1993 року в Золочеві Львівської області) — українська акторка кіно. Закінчила Прикарпатський національний університет імені Василя Стефаника

## Фільмографія

### Короткий метр
- 2016: "Сказ" — Ася
- 2020: "Geometria" — донька

### Повний метр
- 2018: "Дике поле" — Катя
- 2020: "Наші Котики" — російська ведуча новин
- 2020: "Передчуття" — Даша
- 2022: "Тато" — Свєта

### Телесеріали
- 2019: "На твоєму боці" — Галя
- 2020: "Сага" — Віка
- 2020: "На твоєму боці 2" — Галя
- 2021:  "Виходьте без дзвінка 4", 17 серія — Таня

### Кліпи
- Жадан і Собаки: Тьолка барабанщика